# 鋳谷正輔

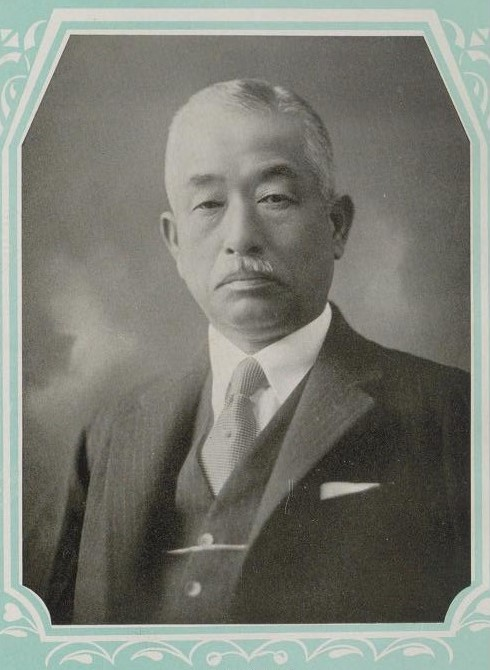
鋳谷正輔

鋳谷 正輔（いたに しょうすけ、1880年（明治13年）3月21日 - 1955年（昭和30年）11月15日）は、日本の実業家。川崎汽船社長や、川崎重工業会長兼社長、川崎航空機工業社長等を歴任した。

## 人物・経歴
山口県出身。上海租界で商業と英語を学んだのち、山下亀三郎に船の事務長格として採用され、1917年に山下汽船が設立されると常務取締役に就任。同社専務取締役を経て、1924年に山下汽船鉱山部が北海道鉱業として独立すると、同社社長に就任した。
1933年に平生釟三郎の招きで経営不振に陥っていた神戸川崎財閥に入り、1935年川崎汽船専務取締役社長、川崎造船所社長。1936年川崎造船所会長兼社長。1937年川崎航空機工業社長。1943年紺綬褒章受章。1946年公職追放。